# Liisa Hyssälä
Liisa Marja Hyssälä (ur. 18 grudnia 1948 w Ii) – fińska polityk i dentystka, od 2003 do 2010 minister w fińskich rządach, od 1995 do 2010 posłanka do Eduskunty.

## Życiorys
W 1974 ukończyła studia z zakresu nauk społecznych, a w 1978 uzyskała licencjat z chirurgii dentystycznej. W 1992 została doktorem stomatologii, rok później specjalizowała się w administracji zdrowotnej. Na początku lat 70. była zatrudniona jako pracownik socjalny. Od 1978 do 1995 prowadziła prywatną praktykę dentystyczną, od 1995 prowadziła jednocześnie wykłady i badania naukowe dotyczące zdrowia publicznego.
W 1995 po raz pierwszy uzyskała mandat deputowanej do Eduskunty. W fińskim parlamencie zasiadała nieprzerwanie do 2010, uzyskując w 1999, 2003 i 2007 reelekcję. Reprezentowała Eduskuntę m.in. w Radzie Nordyckiej. Od 1993 do 2008 była także radną miejscowości Lieto.
Od kwietnia 2003 do kwietnia 2007 była ministrem opieki zdrowotnej i społecznej w rządach Anneli Jäätteenmäki i Mattiego Vanhanena. Drugi z nich powołał ją następnie na urząd ministra spraw społecznych i zdrowia w swoim nowym gabinecie. Pełniła tę funkcję do maja 2010 (od kwietnia 2007 do stycznia 2008 była też ministrem w resorcie pracy). Zrezygnowała z funkcji ministra w związku z objęciem stanowiska dyrektora Kela, instytucji zajmującej się ubezpieczeniami społecznymi; kierowała nią do 2016.